# Вершиніно (Большемурашкинський район)
Вершиніно (рос. Вершинино) — село в Большемурашкинському районі Нижньогородської області Російської Федерації.
Населення становить 144 особи. Входить до складу муніципального утворення Совєтська сільрада.

## Історія
Від 2009 року входить до складу муніципального утворення Совєтська сільрада.

## Населення
| 1999 | 2002 | 2010 |
| ---- | ---- | ---- |
| 199  | ↘157 | ↘144 |